# Улуфстрём
Улуфстрём (швед. Olofström) — населённый пункт, находящийся в лене Блекинге в Швеции.

## Географическое положение
Улуфстрём находится на северо-западе шведской области Блекинге, вблизи озера Хален и системы мелких озёр — Крунфиске Харашёмола.
Площадь населённого пункта составляет 7,04 км².

## История
Городок возник вокруг металлургического завода, построенного в 1735 году Улофом Ульссоном, в честь которого и был назван город.
В 1992 году в городе в течение одного дня прошёл первый рок-фестиваль Sweden Rock на котором выступило 9 относительно известных групп (позднее место проведение фестиваля было изменено и в настоящее время он проходит в Норье).

## Достопримечательности

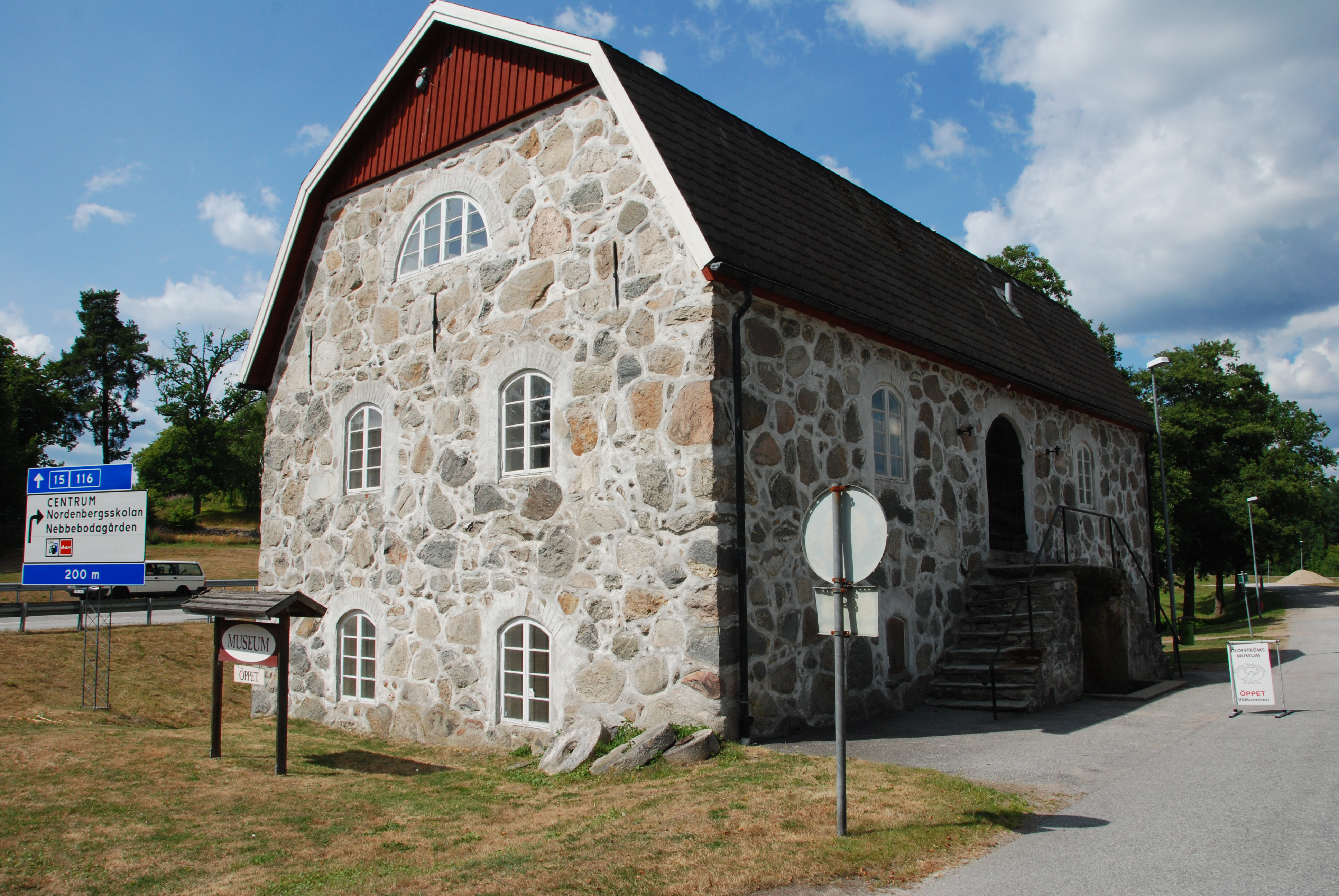
Музей

Эттеступан — обзорная площадка, с которой открывается прекрасный вид на озеро Орлунден.
3 мая 2009 года в городе был основан православный мужской Георгиевский монастырь, находящийся в юрисдикции Скандинавской епархии Сербской православной церкви.

## Спорт
Место привлекательно уникальными природными комплексами, широкими возможностями для отдыха и спорта. Для любителей активного отдыха в Улофстрёме имеются площадки для занятия теннисом, гольфом, минигольфом, боулингом и конным спортом.
В городке имеются также стадионы и местные команды по хоккею, флорболу и футболу.

## Население
Население города составляет 7 327 человек (2010). Плотность — 1,040 чел./км²

## Экономика

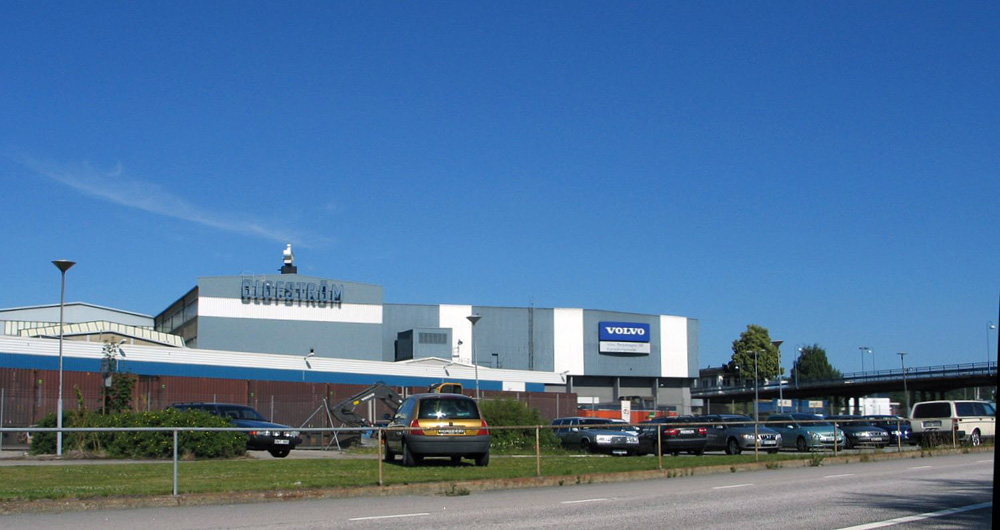
Завод Volvo Cars

В городе действует завод по производству кузовных элементов Volvo Cars Body Components компании Volvo Cars, который является основным градообразующим предприятием.
В 2008 году для запуска новой линии в предприятие было инвестировано 300 миллионов шведских крон (около 46,9 млн долларов).

## Известные уроженцы и жители
- Харри Мартинссон (1904—1978) — шведский писатель и поэт, лауреат Нобелевской премии по литературе 1974 года
- Магнус Ларссон (род. 1970) — профессиональный шведский теннисист